# Repris (musik)

Repristecken

En repris är i musikalisk form en omtagning av ett avsnitt av ett musikstycke, eller den del av musikstycket som skall repriseras. Ibland används istället termen repetition, men den kan även ha andra mer eller mindre relaterade betydelser.

## Repristecken
I notskrift är repristecknet ett dubbelt taktstreck samt två prickar, den ena rakt ovanför den andra på vardera sidan om den mittersta notlinjen. Det innebär att samma notavsnitt ska spelas två gånger i följd. Repristecknet sätts direkt före och direkt efter det avsnitt som ska upprepas, om inte stycket skall spelas om från början – då behöver inte det första repristecknet sättas ut. Det finns ytterligare ett avsteg från denna regel: De noter som ska spelas efter den första uppspelningen, men inte efter den andra, placeras före det andra repristecknet (men spelas alltså bara en gång). Detta avsnitt markeras med en vågrät hakparentes (kallad "hus") ovanför notraderna, och siffran '1' till vänster.

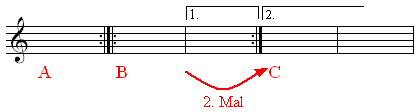
I reprisen B spelas andra takten endast första gången ("prima volta"). Detta markeras med vågrät hakparentes ("hus") samt en etta. När B spelas för andra gången ("seconda volta") spelas första takten varefter musikern spelar vidare från takten direkt efter repristecknet, som även markeras av ett "hus" och en tvåa.

## Da capo
Da Capo al Fine, "från början till slutet", betecknar att man börjar om från början och spelar till slut eller till beteckningen Fine.

### Fotnoter
1. 1 2  Sohlmans musiklexikon, uppslagsord: "Repris" och "Repetition"